# Grmeč
Grmeč (v srbské cyrilici Грмеч) je pohoří v severozápadní části Bosny a Hercegoviny. Dlouhé je okolo 60 kilometrů a táhne se od města Bihać na západě země až po město Ključ. Nejvyšší vrchol pohoří se jmenuje Crni vrh a má nadmořskou výšku 1605 m n. m. Pohoří obklopují města Bihać a Bosanski Petrovac, dále Ključ, Sanski Most a Bosanska Krupa. V okolí pohoří se nachází také podhůří známé s názvem Podgrmeč. Region je známý také podle pořádání býčích zápasů.